# Volta (kráter)

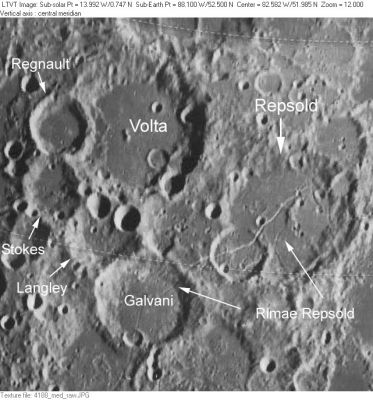
Okolí kráteru Volta.

Volta je velký měsíční impaktní kráter nacházející se u severozápadního okraje Měsíce na přivrácené straně. Má průměr 113 km, pojmenován byl podle italského fyzika Alessandra Volty.
Severně leží srovnatelně velký kráter Xenophanes, jižně menší Langley a Galvani, jihovýchodně Repsold. Západní okrajový val Volty narušuje menší kráter Regnault, v jehož blízkosti se nachází kráter Stokes.
Dno Volty je relativně ploché a nalezneme zde několik menších kráterů, patrný je zejména shluk u východního okraje. Uvnitř Volty se nachází i satelitní krátery Volta B a Volta D.

## Satelitní krátery
| Volta | Sel. šířka | Sel. délka | Průměr |
| ----- | ---------- | ---------- | ------ |
| B     | 54,6° S    | 83,5° Z    | 9 km   |
| D     | 52,5° S    | 83,3° Z    | 20 km  |